# Меньшикова, Леонида Пимоновна
Леонида Пимоновна Меньшикова (род. 1927 год) — прядильщица Душанбинского текстильного комбината Министерства лёгкой промышленности Таджикской ССР. Герой Социалистического Труда (1971).
В 1970 году досрочно выполнила личные социалистические обязательства и производственные задания Восьмой пятилетки (1966—1970). Указом Президиума Верховного Совета СССР от 5 апреля 1971 года «за выдающиеся успехи в досрочном выполнении заданий пятилетнего плана и большой творческий вклад в развитие производства тканей, трикотажа, обуви, швейных изделий и другой продукции легкой промышленности» удостоена звания Героя Социалистического Труда с вручением ордена Ленина и золотой медали «Серп и Молот».